# Richmond Forson
Richmond Forson   (Aflao, 23 de maig de 1980) és un exfutbolista togolès de la dècada de 2000.
Fou internacional amb la selecció de futbol de Togo amb la qual participà a la Copa del Món de futbol de 2006.
Pel que fa a clubs, destacà a Vendée Poiré sur Vie, AS Cherbourg Football i Thouars Foot 79.